# Domonkos Ottó
Domonkos Ottó (Orgovány, 1928. augusztus 17. – Sopron, 2022. január 27.) magyar történész, néprajzkutató, muzeológus, a Soproni Múzeum nyugalmazott igazgatója.

## Élete és munkássága
Domonkos Ottó 1928-ban született Orgoványon, középiskoláit Hatvanban végezte, egyetemi tanulmányait 1947-ben Budapesten, az Eötvös Loránd Tudományegyetem Bölcsészettudományi Karán végezte.
A diploma megszerzése után 1952-ben került Sopronba, az akkor Csatkai Endre által vezetett Liszt Ferenc Múzeumba s lett a néprajzi gyűjtemény muzeológusa. Érdeklődési köre pályakezdésétől fogva a történeti néprajz kutatása volt, a múzeum tekintélyes céhtörténeti és kézműipari gyűjteményeinek anyagát később jelentősen gyarapította.
A történeti források néprajzi szempontok szerinti elemzésével foglalkozott, a Soproni Levéltár városi és vármegyei anyagai felhasználásával. Számos cikket és tanulmányt írt, amelyekben feltárta ezeket a forrásokat, s többek között neki is jelentős szerepe van abban, hogy Sopron város története a hazai és a közép-európai összehasonlító tudományos kutatásban fontos helyen szerepel. Több mint fél évszázados kutatói pályafutása alatt a helyi múzeumi és levéltári gyűjtemények mellett dolgozott a mai és a történeti Magyarország számos városának és tájegységének hasonló intézményében, Cseh- és Morvaországban, Ausztriában, valamint Németországban. E  több évtizedes kutató- és gyűjtőmunkának az eredményeként jelentek meg az utolsó években azok a forrásfeltáró tanulmánykötetei, melyekben a magyar városok céhes kézműiparát a középkortói a 19. század végéig bezárólag az európai fejlődés összefüggésében tárgyalta, s Sopron e kötetekben is kitüntetett helyen szerepel.
Muzeológusként a céhes kézműipar történeti jelentőségét mutatta be. Példái ennek a Lábasház 1950-1970-es években rendezett céh- és ipartörténeti kiállításai. A soproni kiállítások mellett több országos és más megyében létrejött kiállításnak is rendezője, illetve társrendezője vagy konzulense volt. Többek között a Pápai Kékfestő Múzeum illetve az 1972-ben Budapesten rendezett "Megyék Népművészete" című időszaki kiállítás Győr-Sopron megyei szekciója volt. A Soproni Múzeum Néprajzi Gyűjteményének anyagából az évtizedek folyamán számos külföldi kiállítást rendezett.
1963-ban vette át Csatkai Endrétől a Soproni Múzeum vezetését. 1989 végéig – nyugdíjba vonulásáig – volt igazgatója. Ez idő alatt épült ki a város múzeumi hálózata.
Törekvése volt, hogy a Sopron belvárosában helyreállított épületekbe közintézmények kerüljenek s ezáltal a feltárt értékeket a nagyközönség is láthassa.
Az 1990-es évek elejére létrejött Sopron város és az egykori Sopron vármegye régészeti, történeti, művészettörténeti és néprajzi emlékeit bemutató kiállításoknak együttese.
Kandidátusi fokozatát 1983-ban szerezte meg, " A magyarországi kékfestőipar" című disszertációjával, amelynek anyagát " Magyarországi kékfestés" c. könyvében jelentette meg. Ezt a Magyar Tudományos Akadémia "Akadémiai Nívódíj"-jal tüntette ki. 1992-ben nyerte el a " néprajztudomány doktora" címet.

## Elismerései
- Lackner Kristóf-emlékérem (1971)
- Móra Ferenc-emlékérem (1979)
- Györffy István-emlékérem (1987)
- Kiváló népművelő (1987)
- Magyar Köztársaság Csillagrendje (1990)
- Barkóczi-díj (1990)
- Pro urbe Sopron (1990)
- Széchényi Ferenc-díj (1991)
- Sopron díszpolgára (2003)
- Pulszky Ferenc-díj (2004)

## Művei
- A soproni ruházati iparágak története (1960)
- A kisiparok néprajzi kutatása (1974)
- Internationales Handwerksgeschichtliches Symposium (1979)
- Előmunkálatok a Magyarság Néprajzához 8. (1980)
- A magyarországi kékfestés (1981)
- A győri céhes takácsokról
- A kézművesség szerepe a falu anyagi kultúrájának alakításában (1990)
- Füzesgyarmat – Tájház (1992)
- Budapest – Néprajzi Múzeum (1993)
- A magyarországi mesterlegények közép-európai kapcsolatai és szokásai a XV-XIX században (2002)
- Domonkos Ottó–Méri Edina–Tóth Sándorné: Kékfestő Múzeum; Textilmúzeum Alapítvány, Pápa, 2005 (Kékfestő Múzeum kiskönyvtára)
- Fertőrákos – Műemlékek (2005)
- Indigo dyeing in Hungary (A magyarországi kékfestés); angolra ford. Sarodi Tibor; 2. bőv. kiad.; Textile Museum Foundation, Bp., 2007